# Cyperus tonkinensis
Cyperus tonkinensis är en halvgräsart som beskrevs av Charles Baron Clarke. Cyperus tonkinensis ingår i släktet papyrusar, och familjen halvgräs.

## Underarter
Arten delas in i följande underarter:
- C. t. baikiei
- C. t. tonkinensis